# Moziklip (film)
A Moziklip egy 1986-1987 között forgatott, majd 1987-ben bemutatott magyar zenés szkeccsfilm, amelyet Tímár Péter rendezett. A filmben 18 popzenei és újhullámos előadó mutatkozik be egy-egy klip erejéig, amelyek egyúttal korképet is adnak a rendszerváltás előtti, hanyatló Kádár-rendszer társadalmáról.

## A film dalai és a klipek szereplői
A MAFILM Róna utcai zeneműtermében felvett, a Hungaroton gondozásában 1987-ben, majd felújítva 1997-ben kiadott filmzenéből magyar és angol nyelvű változat is készült. A dalok szerzői, címe, előadói, valamint azok klipjében szereplők a filmben megjelenő sorrendben szerepelnek az alábbi táblázatban:
| Szerzők                                 | Cím                      | Előadó                     | Szereplők                                                                 |
| --------------------------------------- | ------------------------ | -------------------------- | ------------------------------------------------------------------------- |
| Lerch István – Demjén Ferenc            | Moziklip                 | V'Moto-Rock                | Demjén Ferenc, Lerch István, Menyhárt János, Herpai Sándor, Demjén Ildikó |
| Presser Gábor – Sztevanovity Dusán      | Élni tudni kell          | Komár László               | Komár László, Badonyi Vali                                                |
| Lerch István – Demjén Ferenc            | Várj rám                 | Anita                      | Sárközi Anita                                                             |
| Z'Zi Labor                              | Szárnyak nélkül          | Z'Zi Labor                 | Orosz László, Hársing Hilda, Győrffy Sándor, Lőrincz Gabriella            |
| Móricz Mihály – Bródy János             | Kornél és Elvira         | Ács Enikő                  | Ács Enikő, Herpai Sándor, Szatler Renáta, Rusznyák Györgyi                |
| Cseh Tamás – Bereményi Géza             | Munkásszállás            | Varga Miklós               | Varga Miklós, Hollósi Frigyes, Bencze Ferenc, Derzsi János, Sőth Sándor   |
| Presser Gábor – Sztevanovity Dusán      | Boldog dal               | Katona Klári, Somló Tamás  | Katona Klári, Somló Tamás, Krizsa Pál                                     |
| Kőnigh Péter                            | Indián dal               | Kőnigh Péter és a Ciklámen | Kőnigh Péter, Szombathelyi Gábor, Sirkó László                            |
| Laár András – Árpádi László – Gay Tamás | Kacsamajom               | Kamara Rock Trio           | Laár András, Árpádi László, Gay Tamás                                     |
| Sztevanovity Zorán – Sztevanovity Dusán | Számíthatsz rám          | Sztevanovity Zorán         | Zorán, Pataki Ágnes, Artner Anikó                                         |
| Erdész Róbert                           | Álmunkra vigyázz         | Napoleon BLD               | Erdész Róbert, Vincze Lilla                                               |
| Laár András                             | Szerdakirálynő           | Laár András                | Laár András, Matos Ibolya                                                 |
| Farkas Zoltán – Müller Péter            | Mi már leszoktunk róla   | Sziámi                     | Gasner János, Németh Róbert, Szabó Kati, Pálinkás Róbert, Szántó Zsolt    |
| Presser Gábor – Sztevanovity Dusán      | Ne várd a hullócsillagot | Révész Sándor              | Révész Sándor, Kovács Lajos, Hajdani Zsófia                               |
| Presser Gábor – Sztevanovity Dusán      | Sirálysziget             | Kentaur                    | Erkel László, Koncz Andrea                                                |
| Müller Péter – Gasner János             | 100 bolha                | Sziámi                     | Gasner János, Tarján Györgyi, Müller Péter, Csák Judit, Szabó Kati        |
| Korom Attila                            | Vasárnap éjjel           | Korom                      | Korom Attila, Sallinger Gábor, Varga Vera, Farkas Márta                   |
| Dolák-Saly Róbert                       | Az elveszett Éden        | Dolák-Saly Róbert          | [ 8 ]                                                                     |

## Érdekességek
- A Boldog dal című szám klipjében látható Tímár Péter Egészséges erotika című filmjének egy kimaradt jelenete. Ebben a klipben még apró jelenetek láthatók Bacsó Péter Ereszd el a szakállamat!, Makk Károly Fűre lépni szabad! és a Bolondos vakáció, Hintsch György A veréb is madár, valamint Herskó János Két emelet boldogság című filmjéből.
- A filmbe bekerült előadókon kívül Tímár Péter más előadókat is felkeresett a filmmel kapcsolatban. Az Indián dal című szám helyett Galla Miklós Bőrönd című száma került volna bele a filmbe, de Tímár Péter végül az előbbit válogatta bele. A Varga Miklós Band is szerepelt volna eredetileg a filmben.